# گارفیلد (مینه‌سوتا)
گارفیلد، مینه‌سوتا (به انگلیسی: Garfield, Minnesota) یک شهر در ایالات متحده آمریکا است که در شهرستان داگلاس واقع شده‌است.

## خصوصیات
گارفیلد ۲٫۰۲ کیلومترمربع مساحت و ۳۵۴ نفر جمعیت دارد و ۴۳۳ متر بالاتر از سطح دریا واقع شده‌است.